# Palsternackssläktet
Palsternackssläktet (Pastinaca) är ett släkte inom familjen flockblommiga växter. Palsternackor ingår i familjen flockblommiga växter. En art, palsternacka (P. sativa), odlas som rotfrukt.

## Dottertaxa till Palsternackor, i alfabetisk ordning[1]
- Pastinaca alpina
- Pastinaca altissima
- Pastinaca anethum
- Pastinaca angulosa
- Pastinaca apiifolia
- Pastinaca apula
- Pastinaca argyrophylla
- Pastinaca armena
- Pastinaca arvensis
- Pastinaca aspera
- Pastinaca atropurpurea
- Pastinaca aucheri
- Pastinaca aurantiaca
- Pastinaca aurea
- Pastinaca austriaca
- Pastinaca barbata
- Pastinaca biebersteinii
- Pastinaca boissierana
- Pastinaca brachytaenia
- Pastinaca brevivittata
- Pastinaca byzanthina
- Pastinaca calcarea
- Pastinaca capensis
- Pastinaca caroli-kochii
- Pastinaca carvifolia
- Pastinaca caspica
- Pastinaca chorodanum
- Pastinaca clausii
- Pastinaca colchica
- Pastinaca cordata
- Pastinaca corsica
- Pastinaca cyclocarpa
- Pastinaca dissecta
- Pastinaca divaricata
- Pastinaca esculenta
- Pastinaca fleischmanni
- Pastinaca freyniana
- Pastinaca glacialis
- Pastinaca glandulosa
- Pastinaca glauca
- Pastinaca granatensis
- Pastinaca graveolens
- Pastinaca haussknechtii
- Pastinaca heracleoides
- Pastinaca hirsuta
- Pastinaca hispidula
- Pastinaca humilis
- Pastinaca incana
- Pastinaca insularis
- Pastinaca involucrata
- Pastinaca kochii
- Pastinaca kotschyi
- Pastinaca lasiocarpa
- Pastinaca latifolia
- Pastinaca lebmaniana
- Pastinaca ligusticifolia
- Pastinaca lucida
- Pastinaca lutea
- Pastinaca macrocarpa
- Pastinaca mantegaziana
- Pastinaca maxima
- Pastinaca mazurevskii
- Pastinaca minima
- Pastinaca montana
- Pastinaca nudicaulis
- Pastinaca officinalis
- Pastinaca olgae
- Pastinaca orphanidis
- Pastinaca orsinii
- Pastinaca pachyrhiza
- Pastinaca palmata
- Pastinaca panacifolia
- Pastinaca parvifolia
- Pastinaca pastinacella
- Pastinaca petteri
- Pastinaca pimpinellifolia
- Pastinaca pratensis
- Pastinaca propinqua
- Pastinaca psaridiana
- Pastinaca pubescens
- Pastinaca pumila
- Pastinaca pyrenaica
- Pastinaca rectistylis
- Pastinaca sativa
- Pastinaca schelkownikowi
- Pastinaca selinoides
- Pastinaca setosa
- Pastinaca sibirica
- Pastinaca sphondylium
- Pastinaca stenocarpa
- Pastinaca stenophylla
- Pastinaca suaveolens
- Pastinaca sulcata
- Pastinaca sylvestris
- Pastinaca taraxacifolia
- Pastinaca tereticaulis
- Pastinaca teretiuscula
- Pastinaca tordylium
- Pastinaca tordyloides
- Pastinaca trysia
- Pastinaca umbonata
- Pastinaca vaginans
- Pastinaca velutina
- Pastinaca verticillata
- Pastinaca villosa
- Pastinaca viscidula
- Pastinaca vulgaris
- Pastinaca zozimoides